# Ernest M. Wolf
Ernest M. Wolf, geboren als Ernst Wolf, (* 6. Januar 1909 in Dortmund-Husen; † 14. Mai 1994) war ein US-amerikanischer Germanist und Romanist deutscher Herkunft mit den Schwerpunkten Germanistik und Romanistik, der 1937 Deutschland verlassen musste. Er emigrierte zunächst nach Schweden und danach in die Vereinigten Staaten von Amerika, wo er nach einem erneuten Studium als Lehrer und Hochschullehrer in San Diego wirkte.

## Leben
Auf der Internetseite der San Diego State University wird Wolfs Leben, dessen erster Vorname gelegentlich auch als Ernst angegeben wird, recht knapp zusammengefasst:

„Dr. Ernest Wolf was born in Germany and attended the Universities of Berlin and Munster and the Sorbonne, where he majored in Romance languages and literature, German and English literature, philosophy and art history. He received his PhD summa cum laude from the University of Bonn in 1934. Dr. Wolf came to the United States in 1940, and taught from 1947 to 1976. He helped found the German Department at San Diego State University. Dr. Wolf died in 1994.“

 Diese Darstellung verschweigt allerdings, dass Wolf nicht freiwillig in die USA gekommen war, sondern zusammen mit seiner Frau aus Deutschland nach Schweden emigrieren musste, eigentlich nach Palästina auswandern wollte, und erst nach dem Scheitern dieser Pläne in die USA einwanderte.

### 1909 bis 1937
Über die Kindheit und Jugend des 1909 in Dortmund geborenen Wolf gibt es nur wenige konkrete Angaben. Eberhard Leube zitiert in seinem Nachwort zur Neuausgabe von Wolfs Dissertation einige Angaben aus dem der Dissertation beigefügten Lebenslauf aus dem Jahre 1934. Dieser Lebenslauf habe mit folgendem Satz begonnen: 

„Ich, Ernst Wolf, Jude, wurde am 6. Januar 1909 als Sohn des Kaufmannes Sally Wolf und seiner Ehefrau Caroline geb. Frank, in Husen in Westfalen geboren.“

Wolf legte 1927 in Dortmund die Reifeprüfung ab. Laut Feidel-Mertz war er Mitglied der jüdischen Jugendbewegung Kameraden. Im Gegensatz zu Leube erwähnt sie ein zweisemestriges Jurastudium im Anschluss an das Abitur nicht. Erst danach, im Sommersemester 1928, habe Wolf das oben zitierte Studium begonnen und es im Wintersemester 1933/34 an der Rheinischen Friedrich-Wilhelms-Universität Bonn abgeschlossen, „zuletzt unter der Ausnahmeregelung, die den jüdischen Studenten weiter das Studium gestattete, deren Väter, wie der von Wolf, im Ersten Weltkrieg auf deutscher Seite gekämpft hatten (Wolfs Vater war gefallen).“
Nach Leube hatte sich Wolf zielstrebig auf eine Universitätslaufbahn vorbereitet und darin auch die volle Unterstützung seines Doktorvaters, Ernst Robert Curtius, gefunden. Wolf erhielt sowohl für die von Curtius betreute Dissertation „Guillaume Apollinaire und das Rheinland“ als auch für das am 25. Juli 1934 stattgefundene Rigorosum in den Fächern Romanische Philologie, Spanisch und Philosophie das Prädikat „ausgezeichnet“. Auf sein Doktordiplom musste er allerdings noch vier Jahre warten (siehe unten).
Offenbar trug sich Wolf während seiner Promotion bereits mit Emigrationsplänen, denn Feidel-Mertz berichtet von Auswandererkursen in Englisch und Französisch, ohne allerdings näher auszuführen, was darunter zu verstehen ist. Sicher ist, dass er 1935 als Lehrer an das Jüdische Landschulheim Herrlingen ging, das von Hugo Rosenthal, einem Schüler von Paul Geheeb, geleitet wurde. In seinen Erinnerungen kann er sich an seine Tätigkeit dort kaum noch erinnern, umso mehr aber an die Person und das Wirken Rosenthals: „Er war ein Feuer, an dem wir alle in Herrlingen uns in der anbrechenden Eiszeit wärmen konnten. Wir verdanken ihm viel: manche das geistige und einige sogar des physische Überleben.“ Wolf, der sich selbst als Verantwortlicher für die schulische Gruppenorganisation bekennt, hat eine Gruppe besonders geprägt, nämlich jene, die die Herrlinger Schulzeitung Unser Leben (Hayenu) herausgegeben hat. In deren Impressum heißt es: „Diese Zeitung wird herausgegeben von der Chewrah Dalet im Landschulheim Herrlingen ... Verantwortlicher Verlagsdirektor: Ernst Wolf.“
Wolf blieb in Herrlingen bis 1937, lernte dort Hedy Adler kenne, die auch an der Schule unterrichtete, und die beiden heirateten.

### Hedy Adler
Hedwig Adler, genannt Hedy, wurde am 26. August 1910 in Laupheim als zweites Kind der jüdischen Eheleute Jakob und Berta Adler geboren. Ihr Onkel war der Künstler Friedrich Adler, ein Bruder ihres Vaters. Dieser betrieb zusammen mit einem weiteren Bruder das von den Eltern übernommene „Sehr gemischte[…] Colonialwaren-Versandhaus zum ‚Adler‘ - Kaffee-Verbrennerei“. Die Familie war wohlhabend und in das gesellschaftliche Leben integriert: „Im Dezember 1928 kandidierte Jakob Adler auf der Liste ‚Gemeinsamer Wahlvorschlag‘, hinter der die Zentrumspartei stand, für den Laupheimer Stadtrat. Das katholische Zentrum hatte eine konfessionsübergreifende, mehrere Vereine und gesellschaftliche Gruppen umfassende Liste aufgestellt, ‚um den Frieden und die Einigkeit der Einwohnerschaft zu erhalten und zu festigen‘. Jakob Adler wurde bei dieser Wahl mit der vierthöchsten Stimmenzahl in den Gemeinderat gewählt.“
Hedy Adler besuchte ab 1920 die Laupheimer Latein- und Realschule und schloss diese 1926 mit der Mittleren Reife ab. Sie besuchte danach ein Gymnasium in Genf und machte dort 1929 ihr Abitur. Den Berufswunsch „Sport- und Gymnastiklehrerin“ versagte ihr der Vater, der auf einem Musikstudium bestand, das Hedy Adler dann in Berlin aufnahm. Ein Jahr später, 1930, durfte sie dann aber doch eine Ausbildung an einer Sportschule in Stuttgart beginnen, die sie im Dezember 1932 abschloss. Anschließende Berufsmöglichkeiten in Deutschland blieben ihr nach dem 30. Januar 1933 verschlossen. „So ging sie Ende 1933 nach London, um Englisch zu lernen und dann in die USA zu emigrieren.“ Krankheitsbedingt kehrte sie jedoch im Frühjahr 1934 wieder nach Laupheim zurück, wo sich ihr allerdings keine berufliche Perspektive bot. Eine Bekannte vermittelte Hedy Adler schließlich eine Stelle als Sportlehrerin im jüdischen Landschulheim Herrlingen, wo sie dann Ernst Wolf kennenlernte.

### In der Emigration in Schweden
Wolf hatte vor seiner Tätigkeit in Herrlingen 1935 „seine Dozentenstelle für Französisch an der Pädagogischen Hochschule Bonn verloren“. Ab wann er und Hedy sich mit Auswanderungsgedanken trugen, ist nicht überliefert. Dass es 1937 dann dazu kommen konnte, ist nach Feidel-Mertz auf Hugo Rosenthal zurückzuführen, der das Ehepaar Wolf dem Ehepaar Posener empfohlen habe, das 1934 in Südschweden das jüdische Landschulheiın Internat Kristinehov gegründet hatte. Ernst Wolf arbeitete dort zunächst als Lehrer, und dann, nachdem sich den Poseners die Möglichkeit bot, zusammen mit ihren beiden Kindern nach Palästina auszuwandern, als „akademischer“ Schulleiter, während die „christliche“ Frau eines jüdischen Lehrers, Berthold Levi, für die Verwaltung zuständig geworden sei.
Ob Hedy Wolf auch in Kristinehov unterrichtete, ist nicht bekannt. Sie soll in Schweden aufgrund enormer psychischer Belastungen eine Fehlgeburt erlitten haben.

In Schweden fand aber auch Wolfs Promotionsverfahren erst seinen Abschluss, denn für die Ausstellung der Promotionsurkunde war die Ablieferung der Pflichtexemplare oder der Nachweis der Drucklegung der Dissertation erforderlich. 

„Die Pflichtexemplare wurden am 10.3.1938 abgeliefert, der Tag der Promotion auf den 12.3.1938 festgesetzt. Was die Akten nicht festgehalten haben, sind die dramatischen Umstände dieser letzten Phase der Promotion. Wolf war nämlich bereits 1937 mit seiner Frau nach Schweden emigriert, mußte und konnte aber den Druck der Dissertation von dort aus, wie er selbst schreibt, „fernsteuern“ und so noch 1938 in den Besitz des Doktordiploms gelangen.“

 Zwar hatte es bereits am 15. April 1937 einen Runderlass des Reichsministers für Wissenschaft, Erziehung und Volksbildung gegeben, der bestimmte, dass Juden deutscher Staatsangehörigkeit nicht mehr zur Promotion zugelassen werden durften, doch schloss dieser Erlass die Aushändigung des Doktordiploms an Juden, welche die Promotionsbedingungen bereits erfüllt hatten, nicht aus. Das kam Wolf zugute, denn er und seine Frau besaßen zu dieser Zeit noch gültige deutsche Reisepässe und galten somit noch als Deutsche. Wer Wolf in Deutschland bei diesem komplizierten Verfahren half, wird von Leube leider nicht berichtet.

### Neuanfang in den USA
Wie bereits ausgeführt, bildete Wolf ab 1937 zusammen mit der Frau eines Kollegen das Leitungsteam des Internats Kristinehov. Die Einrichtung litt zunehmend unter finanziellen Problemen und war wiederholt von Schließung bedroht. Ob es diese oder andere Gründe waren, ist nicht bekannt, doch berichtet Rudberg, dass es zu Auseinandersetzungen zwischen zwei Leitungspersonen der Schule gekommen sei und dass die Jüdische Gemeinde Stockholms daraufhin Anfang 1940 beschlossen habe, dass „one of them, Dr. Wolff, should leave his position“. Mit diesem „Dr. Wolff“ war Ernest M. Wolf gemeint.
Es ist nicht überliefert, ob die USA das Wunschziel des Ehepaares Wolf waren, oder ob sie dorthin reisten, weil kaum noch ein anderer Fluchtweg offenstand, wenn man Schweden verlassen wollte. Nach Wolfs Kündigung reisten sie jedenfalls über Russland und Japan nach Los Angeles.
Der Neustart in Kalifornien war nicht einfach. Feidel-Mertz berichtet, dass Wolf zunächst als Gärtner und Privatlehrer gearbeitet habe; laut Leube war er auch noch als Klempnergehilfe tätig. Parallel dazu studierte er aber erneut und erwarb die Lehrberechtigung für Höhere Schulen in Kalifornien. 1947 begann er seine Lehrtätigkeit am San Diego State College (später San Diego State University). Er lehrte in einem breiten Fächerkanon, und an dieser Universität wurde er auch 1976 emeritiert.
„Hedy Wolf konnte nach der ‚Familienpause‘ von 1951 bis 1982 als Gymnastiklehrerin an der La Mesa-Volkshochschule arbeiten. Im Jahr 1946 kam die einzige Tochter des Paares zur Welt.“

## Leistungen
Für Leube steht außer Frage, dass von Wolfs in seine Dissertation mündenden Forschungsarbeiten entscheidende Anstöße für die deutsche und die französische Rezeption Apollinaires ausgingen und er dank seiner intensiven Recherchen Dokumente aufspüren konnte, die heute zum Teil überhaupt nicht mehr auffindbar seien. In gleicher Weise habe sich Wolf um die Aufdeckung von Apollinaires biografischen Spuren verdient gemacht und als erster nachweisen können, dass dieser auch als Hauslehrer in Deutschland tätig gewesen sei. Wolfs Bedeutung für die Apollinaire-Forschung fasst Leube wie folgt zusammen: 

„Als frühe und zumindest in Deutschland mit großem Abstand erste wissenschaftliche Monographie über Apollinaire hat sie zunächst den dokumentarischen Fundus von Leben und Werk in einen zentralen Bereich ausgeweitet und stabilisiert und damit wesentlich dazu beigetragen, überhaupt erst die Voraussetzung für ein adäquates Verständnis des Apollinaireschen Werks zu schaffen. Der biografische Ansatz hat Wolf dennoch nie dazu verführt, gefühlsmäßig zu argumentieren – im Gegenteil: Seine Untersuchung ist ein Muster streng textbezogener Analyse, die sich vor dem Hintergrund ständiger Reflexion auf die Eigengesetzlichkeiten des literarischen Werkes vollzieht, denen sich jeder Rezeptionsvorgang unterzuordnen hat. Ein solches methodisches Vorverständnis, dem heute für viele etwas Selbstverständliches anhaftet, war in den dreißiger Jahren, um es mit den Worten eines zeitgenössischen französischen Kritikers auszudrücken „le plus audacieux et le plus original“; eine kohärente wissenschaftliche Erforschung ist auch in Frankreich erst nach dem Zweiten Weltkrieg in Gang gekommen.“

Für Wolf selber war seine Beschäftigung mit Apollinaire mit seiner Emigration so gut wie abgeschlossen. Andere Themen traten in den Vordergrund, und so ist es heute nicht schwer, im Internet den Spuren von Ernest M. Wolfs literarischem Wirken zu folgen. Feidel-Mertz weist allerdings darauf hin, dass die diesen zugrundeliegenden Forschungen erst nach seiner Emeritierung im Jahre 1976 entstanden seien. Dazu gehören die Arbeiten über Rilke und Thomas Mann. In der Erwachsenenbildung habe er sich mit dem Schwerpunkt europäische Kulturgeschichte engagiert.
Ein älteres Werk ist seine 1966 veröffentlichtes Buch Blick auf Deutschland. Kleine Skizzen zur deutschen Kulturkunde, die für den Gebrauch an Mittel- und Oberstufen konzipiert war und, damals noch aus nicht üblich, ein Kapitel über den deutschen Widerstand und die Geschwister Scholl enthielt.
Die Vermittlung der europäischen und deutschen Kultur war Wolf auch in seiner eigenen Lehrtätigkeit wichtig. Zu diesem Zweck organisierte und betreute er schon früh Reisen für seine Studenten.
Ein Hobby, das Wolf pflegte, war das Sammeln von Briefmarken; er trug die „Ernest M. Wolf stamp collection“ zusammen. „This collection consists of Ernest M. Wolf’s personal stamp collection. It includes stamps from around the world, dating from the 17th-20th centuries.“

## Werke
- Guillaume Apollinaire und das Rheinland, mit einem Geleitwort von Michel Décaudin herausgegeben von Eberhard Leube, Lang, Frankfurt am Main/Bern/New York/Paris, 1988, ISBN 978-3-8204-1408-0.
- Apollinaire und die »Lore-Lay« Brentanos. In: Revue de litterature comparée. Oktober/Dezember 1951
- The German Equivalents of English to like. In: The German Quarterly. Band 33, 1960, S. 49–53
- German Pocket Book Series. In: The German Quarterly. Band 36, 1963, S. 171–179
- Blick auf Deutschland. Kleine Skizzen zur deutschen Kulturkunde, New York 1966
- Stone into poetry. The cathedral cycle in Rainer Maria Rilke's Neue Gedichte, Bonn 1978 (Studien zur Germanistik, Anglistik und Komparatistik; Band 61)
- Magnum Opus. Studies in the Narrative Fiction of Thomas Mann. New York, Bern, Frankfurt a. M., Paris 1989